# 天廄一
仙女座θ，又名BD+37 34，HD 1280、SAO 53777、HR 63，是仙女座的一颗恒星，视星等为4.61，位于銀經115.62，銀緯-23.7，其B1900.0坐标为赤經0h 11m 51.9s，赤緯+38° -23.7′ 35″。